# Samish River
Der Samish River ist ein etwa 40 km langer Fluss im nordwestlichen Washington in den Vereinigten Staaten.
Er entwässert ein Gebiet von etwa 360 km² zwischen dem Einzugsgebiet des Skagit Rivers im Süden und dem des Nooksack Rivers im Norden. Der Samish River entspringt an der niedrigen Wasserscheide im Whatcom County und sein Zufluss, der Friday Creek, kommt aus dem Hügelland südlich von Bellingham. Der Fluss folgt einer südwestlichen Richtung durch den Skagit County, bevor er sich in die Samish Bay des Puget Sounds ergießt.
In dem Fluss lebt eine Reihe von Fischarten, darunter vier Arten Lachse und drei Arten Forellen. Im Einzugsgebiet des Samish Rivers gibt es zwei Fischaufzuchtstationen. Eine liegt am Oberlauf an der Mündung des Friday Creeks und eine weitere einige Kilometer oberhalb an diesem Zufluss. Die beiden Fischfarmen erzeugen jährlich über zehn Millionen Jungfische, von denen bei den jährlichen Wanderungen ein bis fünf Jahre später etwa 5–20.000 zurückkehren.
Die jährliche durchschnittliche Abflussmenge (zwischen 1944 und 1971 und 1997–2006) betrug 7 m³/s, der höchste Wert von 165 m³/s wurde am 28. Dezember 1949 beobachtet, der niedrigste Abfluss waren 0,3 m³/s am 10. Juli 1951.